# Facultatea Energetică și Inginerie Electrică a Universității Tehnice a Moldovei
Facultatea Energetică și Inginerie Electrică este una dintre facultățile Universității Tehnice a Moldovei.

## Studii

### Programe de studii licență:
- Inginerie și Management în Energetică
- TermoEnergetica
- ElectroEnergetica
- Ingineria Sistemelor ElectroMecanice
- Inginerie și Managementul Calității
- Ingineria Sistemelor de Energii Regenerabile
- Electrificarea Agriculturii

### Programe de studii master:
- Energie și Mediu
- ElectroEnergetică
- Inginerie Electrică
- Inginerie și Managementul Calității
- Electrotehnologii în Mediul Rural

### Programe de studii doctorat:

#### Energetică
- Sisteme și tehnologii energetice
- Tehnologii de conversie a energiei și resurse regenerabile (cu specificarea lor)

#### Inginerie electrică
- Dispozitive și echipamente electrotehnice
- Tehnologii electrotehnice

#### Metrologie, sisteme de măsurare și diagnostic
- Metrologie, standardizare și conformitate

- Metode și sisteme de control în metrologie